# Fußball-Europameisterschaft 1976/Statistik
Dieser Artikel gibt einen Überblick über die Rekorde und Statistiken zur Fußball-Europameisterschaft 1976.

## Abschlusstabelle EM 1976
| Rang | Mannschaft       | Spiele | Siege | Unentschieden | Niederlagen | Tore | Tordifferenz | Punkte |
| ---- | ---------------- | ------ | ----- | ------------- | ----------- | ---- | ------------ | ------ |
| 1    | Tschechoslowakei | 2      | 1     | 1             | 0           | 5:3  | +2           | 3:1    |
| 2    | BR Deutschland   | 2      | 1     | 1             | 0           | 6:4  | +2           | 3:1    |
| 3    | Niederlande      | 2      | 1     | 0             | 1           | 4:5  | −1           | 2:2    |
| 4    | Jugoslawien      | 2      | 0     | 0             | 2           | 4:7  | −2           | 0:4    |

Anmerkung: Entscheidend für die Reihenfolge ist die erreichte Runde (Sieger, Finalist, Dritter, Vierter), Das im Elfmeterschießen entschiedene Finale wird in der Tabelle als Remis gezählt.

## Spieler
- Ältester Spieler: Jan Jongbloed (Niederlande) mit 35 Jahren  und 204 Tagen (ohne Einsatz)
- Ältester eingesetzter Spieler: Ivo Viktor (Tschechoslowakei) mit 34 Jahren und 26 Tagen (2 Einsätze)
- Jüngster Spieler: Jozef Barmoš (Tschechoslowakei) mit 21 Jahren und 293 Tagen (ohne Einsatz)
- Jüngster eingesetzter Spieler: Jan Peters (Niederlande) mit 21 Jahren und 306 Tagen (1 Einsatz)
- Als erster Spieler macht Franz Beckenbauer (Deutschland) bei der EM-Endrunde im Finale sein 100. Länderspiel

## Torschützen
- Erster Torschütze: Anton Ondruš (Tschechoslowakei) im Spiel gegen die Niederlande
- Jüngster Torschütze: Dieter Müller (Deutschland) mit 22 Jahren und 77 Tagen – auch erster Dreifachtorschütze
- Ältester Torschütze: František Veselý (Tschechoslowakei) mit 32 Jahren und 192 Tagen
- Schnellster Torschütze:  Ján Švehlík (Tschechoslowakei) in der 8. Minute des Endspiels gegen Deutschland

## Torschützenliste
| Rang | Spieler              | Tore |
| ---- | -------------------- | ---- |
| 1    | Dieter Müller        | 4    |
| 2    | Dragan Džajić        | 2    |
|      | Ruud Geels           | 2    |
| 4    | Karol Dobiaš         | 1    |
|      | Heinz Flohe          | 1    |
|      | Bernd Hölzenbein     | 1    |
|      | Josip Katalinski     | 1    |
|      | Zdeněk Nehoda        | 1    |
|      | Anton Ondruš         | 1    |
|      | Danilo Popivoda      | 1    |
|      | Ján Švehlík          | 1    |
|      | Willy van de Kerkhof | 1    |
|      | František Veselý     | 1    |
|      | Anton Ondruš         | ET   |

Torschützenkönig des gesamten Wettbewerbs wurde der Ire Don Givens mit 8 Toren.

## Trainer
- Jüngster Trainer: Ante Mladinić (Jugoslawien) mit 46 Jahre, 259 Tage
- Ältester Trainer: Helmut Schön (Deutschland) mit 60 Jahren und 279 Tagen

## Qualifikation
32 der damaligen Mitgliedsverbände wollten an der EM teilnehmen. Zunächst wurde in acht Vierer-Gruppen gespielt. Die Gruppensieger bestritten dann Viertelfinalspiele mit Hin- und Rückspiel. Von den vier Siegern wurde dann der Ausrichter bestimmt. Von den vorherigen Europameistern konnte sich nur Titelverteidiger Deutschland qualifizieren, das sich im Viertelfinale gegen Ex-Europameister Spanien durchsetzte. Die UdSSR scheiterte im Viertelfinale an der Tschechoslowakei, Italien wurde in seiner Gruppe nur Dritter hinter Vizeweltmeister Niederlande und dem WM-Dritten Polen, gegen das zweimal torlos gespielt wurde. Zudem erreichten die Italiener daheim nur ein torloses Remis gegen Finnland, für das das der einzige Punktgewinn war.  Keine Mannschaft konnte alle Spiele gewinnen. Die meisten Siege gelangen in der Gruppenphase Jugoslawien und Wales (je 5 bei einer Niederlage)m die beide im Viertelfinale aufeinander trafen. Neben Titelverteidiger und Weltmeister Deutschland blieb auch Rumänien ungeschlagen, ein Sieg bei fünf Remis reichte aber nur zum zweiten Platz. Spanien verlor erst das Viertelfinalrückspiel gegen Deutschland. Luxemburg und Zypern verloren als einzige Mannschaften alle sechs Gruppenspiele. Die Tschechoslowakei schoss in den Gruppenspielen die meisten Tore (15), die Niederländer im Viertelfinale (7). Bester Torschütze der Qualifikation war der Ire Don Givens mit 8 Toren. Erstmals konnte sich die Niederlande qualifizieren.

## Fortlaufende Rangliste
| Rang | Mannschaft          | Teilnahmen | Spiele | Siege | Unentschieden | Niederlagen | Tore  | Tordifferenz | Punkte |
| ---- | ------------------- | ---------- | ------ | ----- | ------------- | ----------- | ----- | ------------ | ------ |
| 1    | Sowjetunion (=)     | 4          | 8      | 4     | 1             | 3           | 10:8  | +2           | 9:7    |
| 2    | BR Deutschland ↑1   | 2          | 4      | 3     | 1             | 0           | 11:5  | +6           | 7:1    |
| 3    | Tschechoslowakei ↑5 | 2          | 4      | 2     | 1             | 1           | 7:6   | +1           | 5:3    |
| 4    | Jugoslawien ↓2      | 3          | 7      | 2     | 1             | 4           | 12:16 | −4           | 5:9    |
| 5    | Spanien ↓1          | 1          | 2      | 2     | 0             | 0           | 4:2   | +2           | 4:0    |
| 6    | Italien ↓1          | 1          | 3      | 1     | 2             | 0           | 3:1   | +2           | 4:2    |
| 7    | England ↓1          | 1          | 2      | 1     | 0             | 1           | 2:1   | +1           | 2:2    |
| 8    | Belgien ↓1          | 1          | 2      | 1     | 0             | 1           | 3:3   | ±0           | 2:2    |
| 9    | Niederlande (N)     | 1          | 2      | 1     | 0             | 1           | 4:5   | −1           | 2:2    |
| 10   | Ungarn ↓1           | 2          | 4      | 1     | 0             | 3           | 5:6   | −1           | 2:6    |
| 11   | Frankreich ↓1       | 1          | 2      | 0     | 0             | 2           | 4:7   | −3           | 0:4    |
| 12   | Dänemark ↓1         | 1          | 2      | 0     | 0             | 2           | 1:6   | −5           | 0:4    |

Anmerkungen: Kursiv gesetzte Mannschaften waren 1976 nicht dabei, fett gesetzte Mannschaft gewann das Turnier. Das 1968 durch Losentscheid entschiedene Halbfinale zwischen Italien und der UdSSR wird in dieser Tabelle als Remis gewertet – ebenso ab da alle in Elfmeterschießen entschiedene Spiele.

## Besonderheiten
- Erstmals wurden alle Spiele in der Verlängerung entschieden und erstmals gab es ein Elfmeterschießen
- Das Finale Tschechoslowakei – Deutschland (2:2 n. V.) ist zusammen mit dem Finale Spanien – Italien 4:0 (2012) das torreichste Finale
- Die meisten Tore im Schnitt: 4,75  in 4 Spielen
- Erstes Eigentor: Anton Ondruš am 16. Juni 1976 im Halbfinalspiel Tschechoslowakei – Niederlande zum zwischenzeitlichen 1:1 (Endstand 3:1)
- Meiste Platzverweise: 3 im Halbfinalspiel Tschechoslowakei – Niederlande – Jaroslav Pollák (60.), Johan Neeskens (76.), Willem van Hanegem (115.)
- Zum letzten Mal musste sich der Gastgeber qualifizieren
- Sergio Gonella leitete als Schiedsrichter nach dem EM-Finale auch zwei Jahre später das WM-Finale.
- Es war die letzte Endrunde mit vier Mannschaften.
- Erstmals war die UdSSR, die bei den vorherigen vier Endrunden immer dabei war, nicht qualifiziert.